# SN 2000fi
SN 2000fi – supernowa odkryta 9 listopada 2000 roku w galaktyce A215257-0632. W momencie odkrycia miała maksymalną jasność 18,20m.